# Northrop-McDonnell Douglas YF-23 Black Widow II
Il Northrop-McDonnell Douglas YF-23 Black Widow II era il velivolo proposto dal consorzio Northrop/McDonnell Douglas per il concorso ATF (Advanced Tactical Fighter) indetto dall'United States Air Force, l'aeronautica militare statunitense. Dal concorso emerse vincitore l'YF-22, prototipo dell'F-22 Raptor, entrato in servizio alla fine del dicembre 2005.

## Storia

### Sviluppo
Il programma ATF fu concepito nei primi anni ottanta per definire un successore dell'F-15 Eagle: nel 1986 vennero assegnati due contratti ai progetti giudicati più promettenti per la realizzazione di una coppia di velivoli ciascuno che sarebbero stati confrontati successivamente durante la fase dimostrativa. L'altro consorzio selezionato fu quello costituito da Lockheed/Boeing/General Dynamics, il cui prototipo era designato YF-22 e finì per aggiudicarsi nel 1991 la commessa, che in principio prevedeva la realizzazione di 648 velivoli.
Il primo prototipo dell'YF-23 (PAV-1, soprannominato "Spider" ed equipaggiato con motori Pratt & Whitney YF119) venne completato nel 1989 e volò il 27 agosto 1990, con un mese circa di anticipo rispetto all'YF-22, con il capo collaudatore Paul Metz ai comandi. Il secondo prototipo (PAV-2, detto "Gray Ghost" e propulso da una coppia di General Electric YF120) volò il 26 ottobre con il pilota Jim Sandberg. I voli di test, per un totale di 65 ore, si protrassero fino al 18 dicembre. A parte i due già citati della Northrop, altri 3 piloti si alternarono durante le 50 missioni: Bill Lowe (McDonnel Douglas), Ronald Johnston (USAF AFFTC), Con Thueson (USAF AFOTEC).
Nell'aprile 1991 il segretario dell'aeronautica Donald Rice annunciò il vincitore, ovvero l'accoppiata YF-22/YF119. Alla fine della fase dimostrativa, i due prototipi vennero consegnati dalla Northrop al Dryden Flight Research Center della NASA, dove rimasero inutilizzati fino al 1996, anno nel quale vennero trasferiti ai musei.
Il PAV-1 è stato restaurato recentemente presso il museo USAF di Dayton (Ohio); il PAV-2, dopo essere stato per anni esposto al Western Museum of Flight di Hawthorne (California) in condizioni di rapido deterioramento, è stato rimesso a nuovo negli stabilimenti Northrop Grumman di El Segundo e poi restituito alla nuova sede del museo nell'aeroporto di Torrance.

## Descrizione tecnica
Ideato da Bob Sandusky, l'YF-23 era un aereo dalle linee non convenzionali, caratterizzato in pianta da una forma trapezoidale e da piani di coda "a V" completamente mobili, che assolvevano sia le funzioni di controllo sull'asse di imbardata con movimento antisimmetrico, che quelle sull'asse di beccheggio con movimento simmetrico. Il controllo sull'asse di rollio veniva invece demandato all'azione differenziale delle 4 superfici sul bordo di uscita delle semiali, dette flaperon, che compensavano anche il momento indotto dalla coda sull'asse longitudinale durante l'imbardata. Il freno aerodinamico veniva generato muovendo verso il basso i flaperon interni e verso l'alto quelli esterni, o viceversa. Tutte le superfici erano controllate dal sistema VMS (Vehicle Management System) digitale a quadrupla ridondanza con funzioni di controllo e aumento della stabilità. Le prese d'aria dei motori erano situate sotto le semiali, poco dietro il bordo di attacco, e i condotti a forma di S che convogliavano il flusso ai propulsori permettevano di schermare frontalmente il compressore per migliorare le caratteristiche stealth. Gli scarichi erano posti sulla parte superiore della fusoliera, muniti di tunnel di uscita ricoperti di materiale ceramico che consentiva di abbassare la temperatura di uscita dei gas dalla turbina, mascherando la traccia infrarossa.
L'YF-23 rispondeva in pieno ai requisiti USAF, come ebbe a dichiarare lo stesso Rice, per quanto riguarda le caratteristiche di supercrociera (volo supersonico senza l'ausilio dei postbruciatori), invisibilità radar, capacità di sopravvivenza e facilità di manutenzione. Inoltre, a quanto si sa, l'YF-23 si era dimostrato superiore all'YF-22 in termini di velocità (particolarmente il prototipo con i motori YF120), capacità di carico, autonomia e furtività:
(Paul Tackabury, Flight Test)
(Yu Ping Liu, Northrop's Chief Scientist)
Era però meno manovrabile dell'YF-22, che dalla sua aveva la possibilità di controllo vettoriale della spinta, ed inoltre il sistema di stivaggio dei missili nell'unico vano ventrale destava qualche perplessità, poiché un guasto nel meccanismo di sgancio di uno di questi avrebbe compromesso l'utilizzo delle armi restanti (di fatto l'YF-23, al contrario del suo rivale, non effettuò mai il lancio di armi nella fase dimostrativa). Quello che penalizzò maggiormente l'YF-23 fu il fatto che fosse poco più di un dimostratore di tecnologia: l'avionica prevista non era installata nella carlinga dei prototipi, anche se fu testata su un velivolo BAC 111 che fungeva da banco di prova; il carrello anteriore era quello dell'F-15, quello principale mutuato dall'F-18, le gondole motrici non vennero ridisegnate quando fu eliminato il requisito dell'inversore di spinta. Tutto questo diede all'USAF l'impressione che l'YF-22 fosse più vicino allo standard di produzione e quindi il suo sviluppo sarebbe stato meno oneroso.
In ogni caso, la scelta dell'YF-22 è stata molto controversa ed è probabilmente da attribuirsi anche al fatto che all'epoca la Northrop era sotto pressione per i ritardi ed i costi del progetto del bombardiere B-2, mentre la Lockheed si era distinta bene nella gestione del programma F-117. L'YF-23, come anche il turboventola a ciclo variabile YF120, essendo un progetto estremamente innovativo costituiva un'opzione più rischiosa per l'USAF, che preferì non sottovalutare i costi industriali connessi.